# انحراف معياري

رسم بياني لتوزيع احتمالي طبيعي (أو منحنى على شكل جرس) حيث لكل شريط عرض يساوي انحرافا معياريا واحدا – انظر أيضا: قاعدة 68-95-99.7.

الانحراف التراكمي لتوزيع عادي بقيمة متوقعة 0 وانحراف معياري 1.

بيان الانحراف المعياري

في الإحصاء ونظرية الاحتمالات، يعتبر الانحراف المعياري (بالإنجليزية: Standard deviation) القيمة الأكثر استخدامًا من بين مقاييس التشتت الإحصائي لقياس مدى التبعثر الإحصائي، أي أنه يدل على مدى امتداد مجالات القيم ضمن مجموعة البيانات الإحصائية. عادة ما يرمز إلى الانحراف المعياري بالحرف الإغريقي الصغير σ.
والتباين وهو تربيع الانحرافات في التوزيع عن الموسط الحسابي  لمجموعة من القياسات. ويكون الانحراف المعياري عندها هو الجذر التربيعي للتباين بالنسبة لمجموعة البيانات الإحصائية (مثل مجموعة من القياسات) .
يتأثر التباين أو الانحراف المعياري بالقيم المتباعدة أو المتطرفة ولكنه لا يتأثر كثيرا بالتغيرات التي تطرأ على العينة، كما أنهما يرتبطان بالوسط الحسابي للتوزيع، بمعنى إن التشتت الذي نعبر عنه بالتباين أو الانحراف المعياري يٌنسب إلى المتوسط الحسابي وليس لأي نقطة أخرى في التوزيع.

## مثال على حساب الانحراف المعياري
سنأخذ هذا المثال البسيط على حساب الانحراف المعياري لكل من الرقمين 8 و4.
الخطوة 1: احسب المتوسط حسابي للرقمين. {\displaystyle (4+8)/2=6}
الخطوة 2: احسب انحراف كل من الرقمين السابقين عن المتوسط حسابي.
{\displaystyle 4-6=-2}
{\displaystyle 8-6=2}
الخطوة 3: قم بتربيع الانحرافين:{\displaystyle (-2)^{2}=4} و {\displaystyle (2)^{2}=4}
الخطوة 4: اجمع التربيعين الناتجين:{\displaystyle 4+4=8}
الخطوة 5: قم بتقسيم الناتج على عدد القيم (وهو في مثالنا 2):{\displaystyle 8/2=4}
الخطوة 6: قم بإيجاد الجذر التربيعي الموجب:{\displaystyle {\sqrt {4}}=2}
إذًا الانحراف المعياري هو 2.

## حساب الانحراف المعياري لمتغير

### لمتغير عشوائي متقطع
نفرض أن لدينا عدد من القياسات (أو المتغيرات){\displaystyle \scriptstyle x_{1},\dots ,x_{N}}، يعطى الانحراف المعياري لهذه القياسات بالعلاقة:
{\displaystyle \sigma ={\sqrt {{\frac {1}{N}}\sum _{i=1}^{N}(x_{i}-{\overline {x}})^{2}}}.}
حيث أن N هو عدد القياسات (المتغيرات). ويمكن تبسيط العبارة السابقة إلى التالي:
{\displaystyle \sigma ={\sqrt {{\frac {1}{N}}\left(\sum _{i=1}^{N}x_{i}^{2}-N{\overline {x}}^{2}\right)}}}
يمكن البرهنة على ذلك بواسطة العملية الجبرية التالية:
{\displaystyle {\begin{aligned}\sum _{i=1}^{N}(x_{i}-{\overline {x}})^{2}&={}\sum _{i=1}^{N}(x_{i}^{2}-2x_{i}{\overline {x}}+{\overline {x}}^{2})\\&{}=\left(\sum _{i=1}^{N}x_{i}^{2}\right)-\left(2{\overline {x}}\sum _{i=1}^{N}x_{i}\right)+N{\overline {x}}^{2}\\&{}=\left(\sum _{i=1}^{N}x_{i}^{2}\right)-2{\overline {x}}(N{\overline {x}})+N{\overline {x}}^{2}\\&{}=\left(\sum _{i=1}^{N}x_{i}^{2}\right)-2N{\overline {x}}^{2}+N{\overline {x}}^{2}\\&{}=\left(\sum _{i=1}^{N}x_{i}^{2}\right)-N{\overline {x}}^{2}.\end{aligned}}}
بما أن علم الإحصاء يحلل ويعرض البيانات المتفرقة بحيث تكون ذات معنى معين أو تعطي انطباعا معينًا فان تباين هذه البيانات يمثل مشكلة كبيرة في فهم سلوك البيانات.

### لمتغير عشوائي متصل
الانحراف المعياري لمتغير عشوائي متصل ذي قيم حقيقية X دالة كثافته الاحتمالية هي (p(x هو
{\displaystyle \sigma ={\sqrt {\int _{\mathbf {X} }(x-\mu )^{2}\,p(x)\,dx}},{\rm {\ \ \ \ }}} حيث {\displaystyle \mu =\int _{\mathbf {X} }x\,p(x)\,dx}

## التشتت
لشرح معنى التشتت يمكن أن نقدم المثال البسيط التالي:
بالنظر للمفردات: 9، 10، 11 فأن وسطها الحسابي هو 10 وهو أفضل قيمة تصلح لتمثيل هذه المجموعة، لكن بالنظر إلى: 8، 10، 12 فإن وسطهم الحسابي هو أيضا 10 وكذلك 6، 10، 14 أي أن الوسط الحسابي فقط لا يكفي لتعريف مجموعة البيانات تعريفا دقيقا بل نحتاج لمعيار إضافي يوضح مدى تشتت هذه البيانات حول الوسط الإحصائي ولذلك اقترح الإحصائيون إدخال مفهوم الانحراف المعياري وغيره من الاصطلاحات التي تعبر عن مدى تشتت البيانات.

## التاريخ
استخدم مصطلح الانحراف المعياري لأول مرة في عام 1894 من قبل كارل بيرسون وقد استخدم هذا المصطلح في محاضراته. جاء هذا الاسم بديلا للأسماء المقترحة لنفس الفكرة مثل انحراف المتوسط الحسابي المستخدم من قبل كارل غاوس.